# Örasjön (Ljusdals socken, Hälsingland, 689237-150079)
Örasjön är en sjö i Ljusdals kommun i Hälsingland och ingår i Ljusnans huvudavrinningsområde. Sjön har en area på 2,88 kvadratkilometer och ligger 316 meter över havet. Sjön avvattnas av vattendraget Örasjöån.

## Delavrinningsområde
Örasjön ingår i det delavrinningsområde (689479-149929) som SMHI kallar för Utloppet av Örasjön. Medelhöjden är 331 meter över havet och ytan är 11,21 kvadratkilometer. Det finns ett avrinningsområde uppströms, och räknas det in blir den ackumulerade arean 26,04 kvadratkilometer. Örasjöån som avvattnar avrinningsområdet har biflödesordning 3, vilket innebär att vattnet flödar genom totalt 3 vattendrag innan det når havet efter 170 kilometer. Avrinningsområdet består mestadels av skog (68 procent). Avrinningsområdet har 3,05 kvadratkilometer vattenytor vilket ger det en sjöprocent på 27,2 procent.